# Judecător de stabor
Judecătorul de stabor este o persoană cu rol de decizie într-un stabor — instanță neoficială organizată de comunitățile de romi din România. Mai sunt numiți și „stabor” sau „Kris” sau „Krisinitori”. Staborul are rol de decizie în cazuri civile dar și penale. În funcție de gravitatea cazului, trebuie să participe între unul și trei judecători de stabor.
Viitorul judecător trebuie să fie „Rrom pakivalo, barvalo ai godiaver”, adică „Țigan cinstit, de încredere, bogat, deștept și înstărit”. Bogat trebuie să fie pentru a nu avea nici un motiv să se lase cumpărat de vreuna dintre părțile implicate în procese.
În anul 2007, judecătorii de stabor au înființat Liga Krisinitorilor „Romanipen”. În ianuarie 2008, a fost înființat Comitetul European al Romilor Krisinitori, un fel de instanță superioară a staborurilor.

## Jurământul
Teoretic, tinerii țigani care aspiră la funcția de judecător nu sunt obligați să presteze vreun jurământ. Dar dacă-l depun, câștigă mai ușor încrederea comunității.
Jurământul se face cu mâna pe cruce și invocând sănătatea și viața copiilor săi. În cazul în care în comunitate există vreun bolnav de epilepsie, aspirantul la postul de judecător aduce în jurământ și propria-i persoană, blestemându-se: „să pățesc și eu la fel cum a pățit acel om”. Este un jurământ grav, depus într-o „regie” dramatică și un decor care, pentru țigani, are o semnificație și o importanță deosebită. Jurământul se face cu crucea într-o mână și cu o halcă de carne crudă, de porc, în cealaltă. În semn de umilință juratul trebuie să aibă picioarele vârâte într-un lighean cu apă. În plus, tânărul aspirant la funcția de Kristinitor mai trebuie, obligatoriu, să fie curat. Adică să nu fi avut probleme cu justiția oficială, pentru că el trebuie să fie un exemplu pentru comunitate.
În general se jură pe carne de porc și un ban pus deasupra sau pe o țigară ruptă în două și pusă cruce. Aceste obiecte sunt considerate diabolice, un lucru păcătos. Jurământul se rostește: „Așa cum se topește untura din carne, așa să se topească zilele mele dacă...”.